# Salix gracilistyliformis
Salix gracilistyliformis är en videväxtart som beskrevs av Korkina. Salix gracilistyliformis ingår i släktet viden, och familjen videväxter. Inga underarter finns listade i Catalogue of Life.